# Casa das Quatro Cabeças

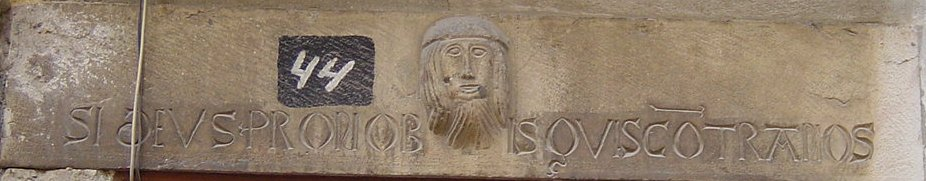
Lintel

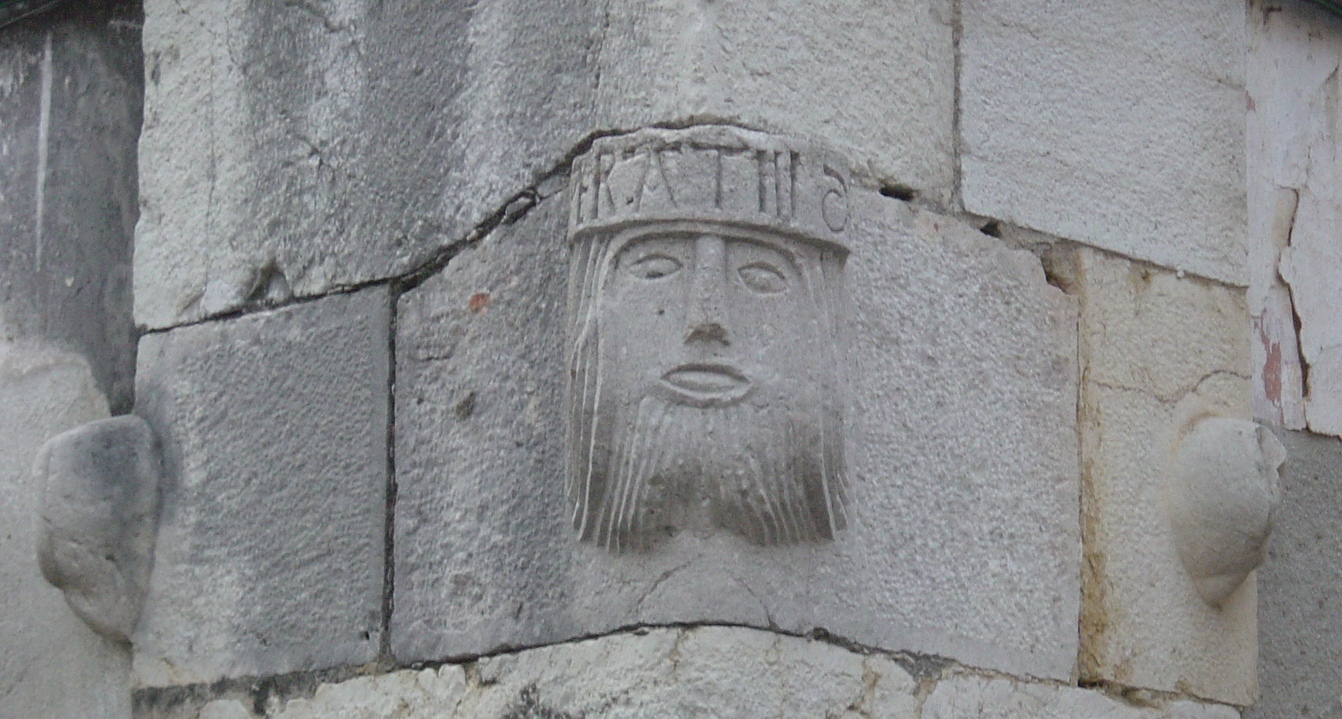
Cunhal

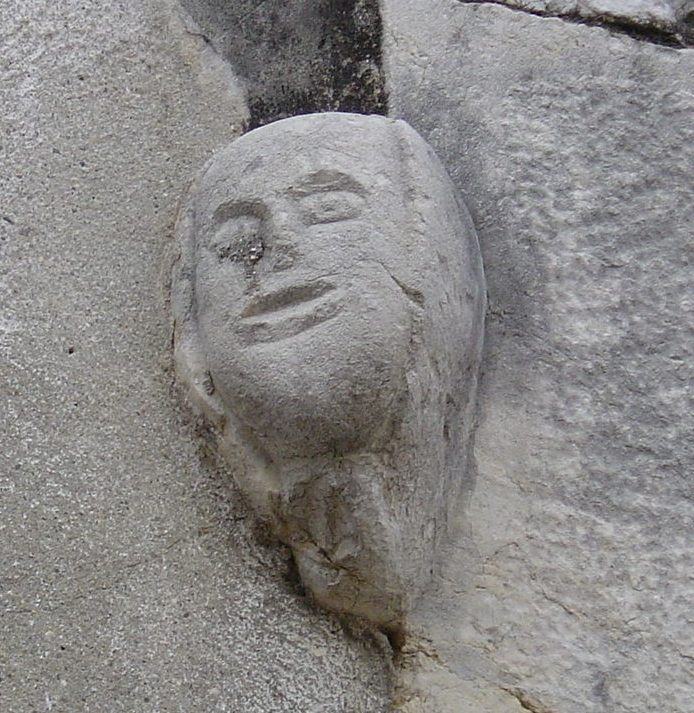
Pormenor de uma das cabeças menores

Casa das Quatro Cabeças é uma casa situada no bairro de Troino, em Setúbal, no cruzamento da Rua Direita de Troino (atual Rua Fran Paxeco) n.º 44 com a Travessa do Carmo n.º 29.
A Casa das Quatro Cabeças está classificada como Imóvel de Interesse Municipal desde 1977.

## A porta principal
Na porta principal, a da Rua Fran Paxeco, o lintel tem uma inscrição em latim (Si Deus pro nobis, quis contra nos) e, a meio, um busto, que se afirma representar o homem que impediu os conspiradores de terem sucesso na sua missão.
A frase que se encontra no lintel é uma citação parcial do versículo 31 do capítulo 8 da Epístola de S. Paulo aos Romanos: "Que diremos, pois, a estas coisas? Se Deus é por nós, quem será contra nós?".

## O cunhal
No cunhal da casa, um novo busto, que se afirma representar D. João II.
Rodeando este estão dois pequenos bustos que são identificados como representando os conspiradores que tentaram assassinar D. João II no dia da procissão do Corpo de Deus.

## A história contada por Alexandre Herculano
Alexandre Herculano, nas suas Lendas e Narrativas, conta-nos a história do atentado, no «Mestre Gil».